# Gerrhopilus hedraeus
Espèce
Synonymes
- Typhlops hedraea Savage, 1950
- Typhlops hedraeus Savage, 1950

Statut de conservation UICN

 DD  : Données insuffisantes
Gerrhopilus hedraeus est une espèce de serpents de la famille des Gerrhopilidae.

## Répartition
Cette espèce est endémique des Philippines. Elle se rencontre à Mindanao, à Negros, à Luçon, à Bohol, à Mindoro et aux îles Camotes.

## Publication originale
- Savage, 1950 : Two new blind snakes ( genus Typhlops) from the Philippine Islands. Proceedings of the California Zoological Club, vol. 1, p. 49-54.